# Society (film)
Society is een Amerikaanse horrorfilm uit 1989, die pas in 1992 in de VS werd uitgebracht. Deze splatterfilm was het regiedebuut van regisseur Brian Yuzna. Billy Warlock en Connie Danese spelen de hoofdrollen.

## Verhaal
Billy Warlock is niet anders dan andere jongens, hij heeft genoeg vrienden, een vriendin en houdt ervan om goed te leven. Toch is er iets dat Billy niet helemaal lekker zit; hij wordt door zijn familie niet aanvaard en zijn ouders houden zich op een nogal perverse wijze bezig met hun dochter. Billy bezoekt hierdoor regelmatig een psychiater; Dr. Cleveland. Nadat er enkele vreemde dingen gebeuren, waaronder een opname waarin seksueel getinte woorden gezegd worden door Bill's ouders en hun dochter die zijn oude vriend David Blanchard hem laat horen. Billy gelooft het in eerste instantie niet, totdat David een ongeluk krijgt. Later in de film vecht Billy terug en het blijkt dat de hele buurt, zelfs Dr. Cleveland, héél aparte mensen zijn die mensen beneden hun stand 'gebruiken' en vermoorden.

## Nominaties en prijzen
Society won de prijs voor beste Special Make-Up Effects op het Brussels International Festival of Fantasy Film.

## Achtergrondinformatie
Door de vreemde plot werd de film al snel een cultfilm. Later heeft Brian Yuzna meerdere films gemaakt, veelal met zijn vriend Stuart Gordon waaronder een reeks Re-Animator films. Ook speelt Yuzna's zoon Coe Yuzna een kleine rol als Jason in de film.

## Rolbezetting
Hoofdpersonages
| Acteur           | Personage       |
| ---------------- | --------------- |
| Billy Warlock    | Billy Whitney   |
| Connie Danese    | Nan             |
| Ben Slack        | Dr. Cleveland   |
| Evan Richards    | Milo            |
| Patrice Jennings | Jenny Whitney   |
| Tim Bartell      | David Blanchard |
| Charles Lucia    | Jim Whitney     |
| Heidi Kozak      | Shauna          |
| Brian Bremer     | Petrie          |
| Ben Meyerson     | Ferguson        |